# El Sardinero

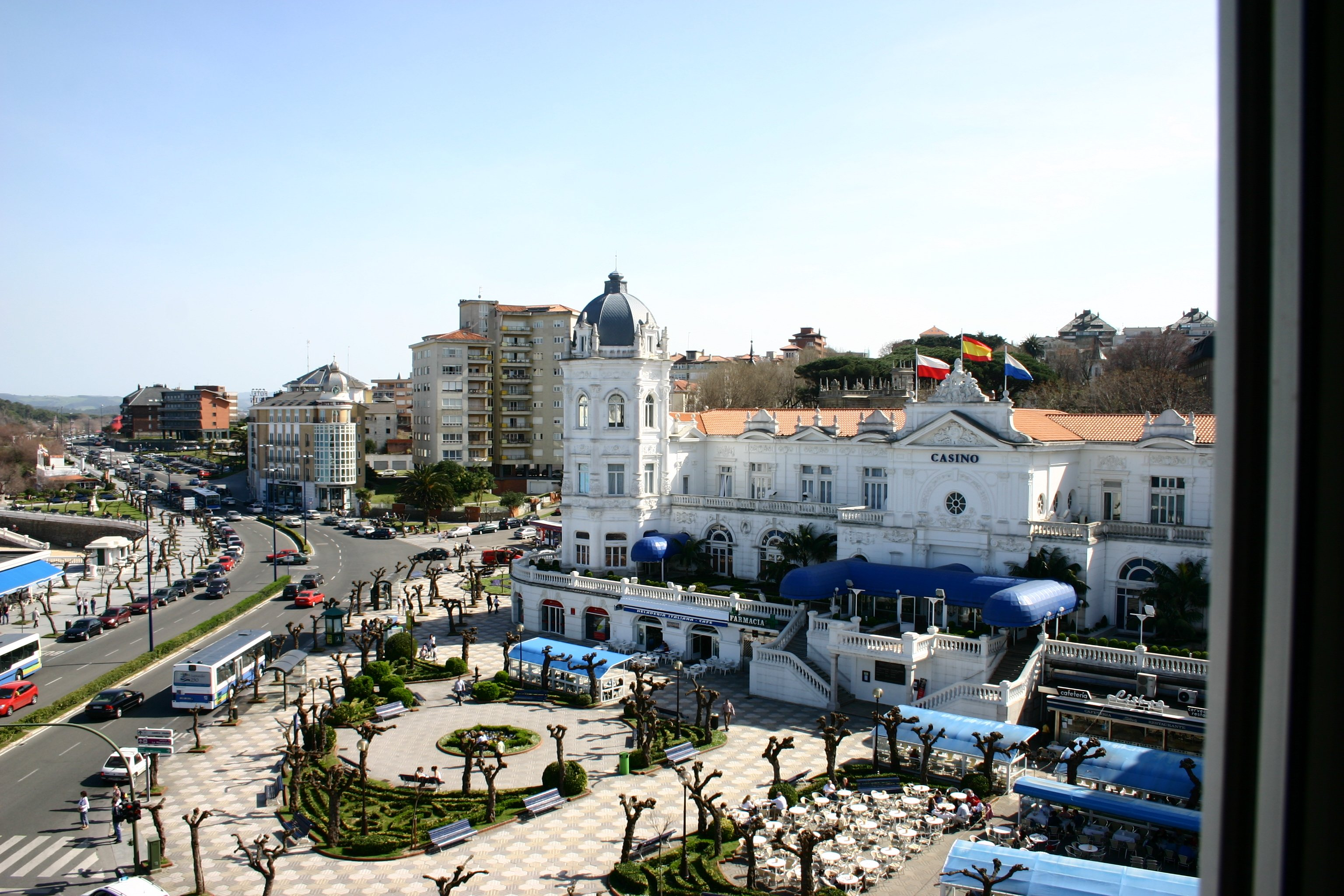
Plaza de Itália, o centro do Sardinero

El Sardinero (lit.: "o sardinheiro") é um bairro e uma zona turística da cidade de Santander, a capital da Cantábria, no norte de Espanha. É conhecido pelas suas extensas praias e por ser um dos mais exclusivos da cidade. Pode considerar-se um segundo centro da cidade, muito valorizado pela sua qualidade ambiental e como zona de ócio, sendo a zona mais turística de Santander.[carece de fontes?]
Em sentido lato, o Sardinero é área da costa do mar Cantábrico entre a península da Madalena, a sudeste, e a zona de Mataleñas, a noroeste. Deve o seu nome a ter existido em frente à praia um pesqueiro onde era frequente pescar sardinhas.[carece de fontes?]

## História
El Sardinero começou a ser conhecido e muito visitado em meados do século XIX e principalmente no início do século XX. A moda de veranear e os benefícios para a saúde os "banhos de ondas" atraíram ao local numerosos turistas da burguesia castelhana. Gradualmente, o Sardinero passou de um lugar só visitado pelos santanderinos para uma estância balnear com todos os serviços procurados por uma sociedade abastada, atraída pelo boom económico de Santander devido ao comércio com as colónias espanholas.[carece de fontes?]
Com base na evolução histórica e funcional do espaço, podem distinguir-se duas morfologias urbanas: a do conjunto formado pelos chalés se palacetes construídos desde finais do século XIX e o dos edifícios de apartamentos das últimas décadas, usados quer como residência principal quer como casa de férias secundários.[carece de fontes?]
Durante o período em que o Sardinero era a praia da moda das classes altas espanholas, foram construídos em em redor da Plaza del Pañuelo (atualmente a Plaza de Italia), o centro do bairro, hotéis, um casino, avenida, casas de banhos, etc. O bairro foi ligado ao ensanche por amplas avenidas, como o da Rainha Vitória, Menéndez Pelayo ou Pérez Galdós. Em 1912 foi inaugurado o Palácio da Madalena na península homónima, que foi a residência do rei Afonso XIII durante as suas estadia de verão em Santander. Essas visitas obrigaram a que fossem criados novos serviços ao gosto da Belle Époque e grandes balneários similares aos de Biarritz. Assim, foram construídos o Hotel Real, o Gran Casino Sardinero [es], que substituiu os antigos casinos em 1916, o Hipódromo de Bellavista (que só funcionou entre 1917 e 1921) e o campo de polo.
A partir da década de 1950 deu-se início a uma fase de remodelação, tanto morfológica como funcional. Embora conservando a sua função turística, o Sardinero torna-se também uma zona de residência permanente de classes altas. Atualmente, a antiga configuração de cidade-jardim do Sardinero foi substituída por edifícios residenciais em frente às duas praias do Sardinero e à praia do Camelo. Os edifícios estão separados da praia por uma ampla zona ajardinada e um passeio marítimos. No centro desse passeio, jardins de Piquío são um miradouro privilegiado das praias. Na zona encontram-se algumas das principais infraestruturas culturais e desportivas de Santander, como o Palácio de Exposições e Congressos,[carece de fontes?] o Estádio El Sardinero [es] ou o Palácio de Desportos [es]. Este último é um edifício vanguardista, inaugurado em 2003, que tem capacidade para 10 000 pessoas.[carece de fontes?]

## Praias
El Sardinero tem duas praias com o mesmo nome: a "Primeira Praia del Sardinero", a sul, e a "Segunda Praia del Sardinero", norte. Consideram-se duas praias, apesar de tratar-se do mesmo areal e estarem unidas durante a maré baixa; a limite entre as duas praias é marcado por um pequeno promontório, onde se situa a extremidade dos jardins de Piquío. No passado a segunda praia era frequentada pelas classes médias e altas e a primeira pelas classes altas, pelo que havia uma diferenciação entre elas. Atualmente essa diferenciação não se faz sentir e as praias são frequentadas sobretudo por famílias, sendo muito concorridas durante o verão, pois são as praias mais extensas da cidade.[carece de fontes?] A sul da primeira praia encontram-se mais duas praias: a da Concha [es] e a do Camelo [es]. A primeira só está separada do Sardinero quando a maré está muito alta e a segunda, mais a sul, está ligada por uma zona rochosa à da Concha durante a maré baixa.